# Fußballnationalmannschaft von Saint-Martin
Die Fußballnationalmannschaft von Saint-Martin ist die Mannschaft des französischen Teiles der Karibikinsel St. Martin (nicht zu verwechseln mit der Mannschaft des niederländischen Teiles der Insel, der Fußballnationalmannschaft von Sint Maarten). Saint-Martin ist kein Mitglied des Weltfußballverbandes FIFA und nimmt daher nicht an Qualifikationsspielen zu Fußball-Weltmeisterschaften teil. Man nimmt jedoch als Mitglied des Kontinentalverbandes CONCACAF an den dortigen Wettbewerben teil, zählt dort jedoch zu den erfolglosesten Mannschaften.
Außerdem ist die Auswahl bei der Coupe de l’Outre-Mer, dem Wettbewerb für Nationalmannschaften aus Frankreichs überseeischen Gebieten, teilnahmeberechtigt. 2008, 2010 und 2012 hat sie jedoch darauf verzichtet.

## Turnierteilnahmen

### Fußball-Weltmeisterschaft
- 1930 bis 2022 – nicht teilgenommen (kein FIFA-Mitglied)

### CONCACAF Gold Cup
- 1991 bis 2000: nicht teilgenommen
- 2002 bis 2025: nicht qualifiziert

### Karibikmeisterschaft
- 1989 – nicht teilgenommen
- 1990 – nicht qualifiziert
- 1991 bis 1999 – nicht teilgenommen
- 2001 bis 2012 – nicht qualifiziert
- 2014 – nicht teilgenommen
- 2017 – Zurückgezogen

## Trainer
- Owen Nickie (2004)
- Gérard Andy (2006–2008)
- Jean-Louis Richards (2010)
- David Baltase (2010)
- Dominique Rénia (2012)
- David Baltase (2018)
- Stéphane Auvray (seit 2019)